# Bedr-i Zafer
Die Bedr-i Zafer (osmanisch بدري ظفر = Sieg von Badr) war eine Fregatte der osmanischen Marine, die von 1800 bis 1808 in Dienst stand.

## Bau des Schiffs
Die Bedr-i Zafer wurde innerhalb des Schiffbauprogramms von Sultan Selim III. gebaut. Für die Konstruktion war der französische Schiffsbauer Jacques Balthazar Brun de Sainte-Catherine verantwortlich. Der Stapellauf erfolgte im Jahre 1214 nach dem islamischen Kalender, also zwischen dem 5. Juni 1799 und dem 24. Mai 1800.

## Geschichte
Sie nahm an der Schlacht von Athos, die vom 1. bis 2. Juli 1807 dauerte, unter Kapitän Küçük Ali teil. Die Schlacht endete mit einem Sieg des Russischen Kaiserreichs.
Am 5. Juli 1808 wurden die Bedr-i Zafer mit der 26 Kanonen-Korvette Ateş Feşan und eine Galeere entsandt. Sie sollten gegen epirotische Piraten vorgehen, die bei der Insel Skiathos Handelsschiffe auf dem Weg nach Konstantinopel überfielen. Es war jedoch die britische Fregatte HMS Seahorse zugegen. Der britische Kapitän John Stewart forderte am Abend des 5. Juli 1808 Kapitän Küçük Ali auf, von seinem Vorhaben abzusehen und abzuziehen. Als dieser sich weigerte, eröffnete die Seahorse aus kurzer Distanz das Feuer. Es kam zu einem Schusswechsel, während die beiden Schiffe nah nebeneinander segelten, wobei die Seahorse im Windvorteil war. Hierbei behielt sie immer einen gewissen Abstand, um nicht Gefahr zu laufen, gekapert zu werden, denn die Bedr-i Zafer hatte zu diesem Zeitpunkt eine Besatzung von 543 Mann. Bei einem Ausweichmanöver kam sie näher an die Ateş Feşan, feuerte drei Breitseiten auf die Korvette ab. Die Pulverkammer unter dem Vordeck wurde getroffen und explodierte und setzte das Schiff in Brand. Danach eröffnete die Seahorse wieder das Feuer auf die Bedr-i Zafer und zerstörte sie in den nächsten zwei Stunden fast vollständig. Nun wartete der englische Kapitän bis zum Morgengrauen ab. Als er sah, dass Kapitän Küçük Ali immer noch nicht die osmanische Flagge eingeholt hatte, eröffnete man erneut das Feuer. Nun wurde Küçük Ali von seinen eigenen Männern überwältigt, die Flagge eingeholt und das Schiff an die Briten übergeben. Auf der Bedr-i Zafer wurden bei dem Gefecht 165 Mann getötet und 195 verwundet. Die Ateş Feşan war gekentert und schließlich gesunken.
Die Bedr-i Zafer wurde von der Royal Navy an einen Privatmann verkauft und erhielt den Namen Nimrod.

## Technische Beschreibung
Die Bedr-i Zafer war als Batterieschiff mit einem durchgehenden Geschützdeck konzipiert und hatte eine Länge von 40,17 Metern (Kiel). Das Schiff war ein Rahsegler mit drei Masten (Fockmast, Großmast und Kreuzmast). Der, wie für diese Zeit üblich, mit Kupferblechen beschlage Rumpf schloss im Heckbereich mit einem Heckspiegel, in den eine Galerie integriert war, die in die seitlich angebrachte Seitengalerie mündete.
Die Besatzung hatte eine Stärke von 450–543 Mann. Die Bewaffnung bestand aus 52 Geschützen.
|        | Batteriedeck                                                          | Backdeck                                             | Achterdeck                                           | Kanonen (Geschossgewicht) |
| ------ | --------------------------------------------------------------------- | ---------------------------------------------------- | ---------------------------------------------------- | ------------------------- |
| Design | 2 × 36-Pfünder-Kanonen 8 × 24-Pfünder-Kanonen 20 × 18-Pfünder-Kanonen | 2 × 42-Pfünder-Karronaden 20 × 12-Pfünder-Karronaden | 2 × 42-Pfünder-Karronaden 20 × 12-Pfünder-Karronaden | 52 Geschütze              |